# حزب سوسیالیست چپ (نروژ)
حزب سوسیالیست چپ، (به نروژی: Sosialistisk Venstreparti) با حروف اختصاری SV؛ یک حزب سیاسی در نروژ است.
 این حزب در تاریخ ۱۶ ماه مارس سال ۱۹۷۵ میلادی تأسیس شده؛ و در طیف سیاسی احزاب نروژ، به  جناح چپ تعلق دارد.
حزب سوسیالیست چپ، از سال ۲۰۰۵ تا ۲۰۱۳ میلادی، همراه با حزب کارگر نروژ؛ و
سنتر پارتی در سطح وزارت، در مسئولیت دولت وقت نروژ، سهیم بود.

## مسلک و مرام
بر اساس برنامه این حزب، قصد حزب سوسیالیست چپ، ساختن جامعه ای بر مبنای اصول سوسیالیسم، در کشور نروژ است. منظور از یک جامعه مبتنی بر اصول سوسیالیسم، جامعه ای است، که از جمله در آن، همه افراد، صرف نظر از میزان درآمد، دسترسی برابر به خدمات عمومی، مانند: آموزش، بهداشت و امنیت، دارند. 
هدف حزب سوسیالیست چپ، تعویض نظام سرمایه‌داری مبتنی بر حاکمیت بازار، با یک نظام اقتصادی با اتکای بیشتری بر اصول دموکراسی است. 
حزب سوسیالیست چپ، مدافع برابری کامل حقوق اجتماعی بین مردان و زنان است؛ و خود را یک حزب فمینیستی تعریف می‌کند. این حزب همچنین در مورد موضوع سقط جنین، بر حق تصمیم‌گیری زنان، در مورد مسائل مربوط به بدن خویش، تأکید می‌کند. در نشست سراسری حزب، در بهار سال ۲۰۲۱ میلادی، مقرر شد که از دیدگاه حزب سوسیالیست چپ، حق اتخاذ تصمیم، تا هفته ۲۲ حاملگی، که حداقل زمان لازم برای زنده ماندن جنین، تعیین شده، با خود زن است. در عمل این تصمیم حزب، به معنی حمایت حزب، از لغو قانون سقط جنین، مبنی بر تشخیص هیئت پزشکان و تعیین تکلیف اجباری بود.
از دیگر مسائل مهم حزب، سیاست محیط زیست و مبارزه با تغییرات آب و هوا، ناشی از فعالیت‌های بشری است. حزب سوسیالیست چپ، خواستار همبستگی بین‌المللی و توزیع عادلانه‌تر منابع، در سطح ملی و جهانی است.

## یادداشت
1. ↑  سامی (اسکاندیناوی)